# Paraenasomyia orro
Paraenasomyia orro är en stekelart som beskrevs av Girault 1915. Paraenasomyia orro ingår i släktet Paraenasomyia och familjen sköldlussteklar. Inga underarter finns listade i Catalogue of Life.